# Том Каванаг
Том Каванаг (англ. Tom Cavanagh; 24 березня 1982, Ворік — 6 січня 2011, Провіденс) — американський хокеїст, що грав на позиції центрального нападника.

## Ігрова кар'єра
Хокейну кар'єру розпочав 2001 року.
2001 року був обраний на драфті НХЛ під 182-м загальним номером командою «Сан-Хосе Шаркс». 
Усю професійну клубну ігрову кар'єру, що тривала 7 років, провів, захищаючи кольори команди «Сан-Хосе Шаркс».
Загалом провів 18 матчів у НХЛ.

## Смерть
Том був знайдений мертвим в одному з гаражів міста Провіденс 6 січня 2011 року. Поліція заявила, що вони вважають смерть хокеїста самогубством. Раніше в нього діагностували шизофренію і він двічі намагався покінчити життя самогубством. Останній його клуб «Спрингфілд Фелконс» розірвав з ним контракт через хворобу 9 листопада 2010 року.

## Статистика
| Сезон        | Клуб                     | Ліга         | Регулярний сезон | Регулярний сезон | Регулярний сезон | Регулярний сезон | Регулярний сезон | Плей-оф | Плей-оф | Плей-оф | Плей-оф | Плей-оф |
| Сезон        | Клуб                     | Ліга         | І                | Г                | П                | О                | ШХ               | І       | Г       | П       | О       | ШХ      |
| ------------ | ------------------------ | ------------ | ---------------- | ---------------- | ---------------- | ---------------- | ---------------- | ------- | ------- | ------- | ------- | ------- |
| 2001–02      | Гарвардський університет | НКАА         | 34               | 8                | 17               | 25               | 4                | —       | —       | —       | —       | —       |
| 2002–03      | Гарвардський університет | НКАА         | 34               | 14               | 13               | 27               | 31               | —       | —       | —       | —       | —       |
| 2003–04      | Гарвардський університет | НКАА         | 36               | 16               | 20               | 36               | 26               | —       | —       | —       | —       | —       |
| 2004–05      | Гарвардський університет | НКАА         | 34               | 10               | 19               | 29               | 22               | —       | —       | —       | —       | —       |
| 2005–06      | «Клівленд Баронс»        | АХЛ          | 62               | 10               | 11               | 21               | 36               | —       | —       | —       | —       | —       |
| 2006–07      | «Вустер Шаркс»           | АХЛ          | 74               | 12               | 32               | 44               | 56               | 6       | 1       | 0       | 1       | 6       |
| 2007–08      | «Вустер Шаркс»           | АХЛ          | 77               | 19               | 36               | 55               | 55               | —       | —       | —       | —       | —       |
| 2007–08      | «Сан-Хосе Шаркс»         | НХЛ          | 1                | 0                | 1                | 1                | 0                | —       | —       | —       | —       | —       |
| 2008–09      | «Вустер Шаркс»           | АХЛ          | 51               | 15               | 24               | 39               | 37               | 12      | 3       | 2       | 5       | 8       |
| 2008–09      | «Сан-Хосе Шаркс»         | НХЛ          | 17               | 1                | 1                | 2                | 4                | —       | —       | —       | —       | —       |
| 2009–10      | «Манчестер Монаркс»      | АХЛ          | 17               | 3                | 5                | 8                | 10               | —       | —       | —       | —       | —       |
| 2010–11      | «Спрингфілд Фелконс»     | АХЛ          | 5                | 0                | 1                | 1                | 4                | —       | —       | —       | —       | —       |
| Усього в НХЛ | Усього в НХЛ             | Усього в НХЛ | 18               | 1                | 2                | 3                | 4                | —       | —       | —       | —       | —       |